# Astragalus macropus
Astragalus macropus (астрагал Ольги або астрагал Ольжин як Astragalus olgianus) — вид трав'янистих рослин з родини бобових (Fabaceae).

## Опис
Багаторічна рослина заввишки 20–50 см. Листки завдовжки 3–12 см, з 3–7 парами еліптичних, довгасто-еліптичних, довгастих, довгасто-лінійних і лінійних листочків розміром 5–26 × 0.8–4.8 мм. Період цвітіння: травень і червень. Китиці 3–20 см завдовжки. Чашечка 11–15 × 2.5–4 мм, волосиста. Прапорець віночка завдовжки 18–22 мм, з виїмкою на верхівці, фіолетовий.

## Поширення
Поширений від України до Сибіру й Казахстану.
В Україні вид зростає на степах — на сході Лісостепу (Луганська обл., Міловський р-н, Стрілецький степ).